# マリオス・ヨアンノー・エリア
マリオス・ヨアンノー・エリア(Marios Joannou Elia1978年-)は、キプロス出身オーストリアのウィーン在住の現代音楽の作曲家、詩人。

## 略歴
1978年生まれ。モーツァルテウムでボグスワフ・シェッフェルとアドリアナ・ヘルツキーに師事。後年はヘルツキーの助手も務めた。クラウス・フーバーのバーゼルのゼミにも参加し、サウサンプトン大学でマイケル・フィニスィーに師事し博士課程を修了している。ルトスワフスキ国際作曲賞優勝、セロツキ国際作曲賞優勝などをふくむ30前後(他言語版では60とも書かれているが、小規模なものを全て数えた結果らしい)の作曲賞に入賞しており、北半球圏のほとんどの国で作品が紹介された。

## 作風
劇作と詩作を最も得意とし、小編成のオペラを立て続けに発表している。一瞬に描きこまれる素材が多く、一ページごとに全く異なった展開が行われる（弦楽三重奏のための「苺とグレープ」）ことも珍しくない。楽譜作成はコンピュータ出力と手書きを編成に応じ併用しているが、対応できない特殊奏法を多く含む場合は手書きが優先される。楽譜上の注釈は多いほうに属する。古典音楽などの引用も多くみられるものの、その全てがパラメータ置換されているために気づくことが全くないのが常である。音楽家以外の人々や素材を用いることもあり、近年発表された作品にはハーレー・ダビッドソンのバイクが二台使われた。
楽譜の複雑性から離れて、近作は単純に感じられるメトリック等も増えたが、予想を裏切る破天荒な構成感や演奏家への挑発は衰えることがない。創作ペースも速く、現在も活動が続いている。Sound of Kyotoは長期間にわたる日本滞在であった。

## 主要作品
- i have seen you tomorrow for 5 players
- tessera tzai tessera for 2 recorders & 3 contrabasses
- strawberries&grapes for string trio
- cicada for piano solo